# Steiger Kornél
Steiger Kornél (Elek, 1945. április 26. –) magyar filozófus, az Eötvös Loránd Tudományegyetem Bölcsészettudomány Kar, Filozófiai Intézet, Ókori és Középkori Filozófia Tanszék tanára. Szakterülete az antik görög filozófia.

## Szakmai életút
- 1954 – 1963 A Medve utcai általános iskolában tanult (1954–1959 VIII. c. osztályban) majd tanulmányait a Bolyai gimnáziumban (1963) fejezte be,[1]
- 1963-1966.Segédmunkás, majd eladó.[1]
- 1966 – 1972 Egyetemi hallgató, ELTE BTK filozófia – magyar szak.
- 1972 – 1989 Egyetemi oktató ELTE BTK Filozófiatörténeti Tanszék.
- 1974	Az ókortudományi Társaság Révay József díja.
- 1977	Egyetemi doktori fokozat.
- 1979	Filozófiai tudományok kandidátusa.
- 1985	Nívódíj a Sztoikus etikai antológiáért.
- 1987 – 1989 Az ELTE Annales (Sectio philosophica et logica) szerkesztője
- 1990   Tanszékvezető egyetemi docens, ELTE BTK *1990-     az MTA Filozófiai Bizottságának tagja
- 1990 – 1993 Az OTKA Filozófiai Bizottságának elnöke.
- 1990 – 1994 A Magyar Filozófiai Társaság alelnöke.
- 1994    A Magyar Filozófiai Társaság ügyvezető elnöke.
- 1995    uo. elnökségi tag.
- 1997    A MFT Filozófiatörténeti szekciójának elnöke.
- 1997	 Habilitáció.
- 1997	 Széchenyi Professzori Ösztöndíj.
- 1998	 2003 Soros Alkotói Díj.
- 1999    A Magyar Filozófiai Szemle felelős szerkesztője.
- 2002    Egyetemi tanár (ELTE BTK Ókori és középkori filozófia tanszék)

## Oktatott tantárgyak
- Bevezetés a filozófiába (előadás)
- Görög filozófiatörténet (előadás)
- A filozófiatörténet története az ókortól Hegelig (előadás)
- Platón fiatalkori dialógusai (szeminárium)
- Arisztotelész, Metafizika (szeminárium)
- Platón, Phaidón (szövegolvasás, doktori szeminárium)
- Arisztotelész, Metafizika VII. könyv (szövegolvasás, doktori szeminárium).

## Munkássága
Steiger Kornél munkásságának magvát a preszókratikus filozófiára irányuló kutatások képezik. Vizsgálódásainak középpontjában a hermeneutikai szempont áll: a preszókratikus filozófusokról fennmaradt töredékek értelmezése, az idők során történt értelmezések  újjáértelmezése, illetve maguknak az értelmezési hagyományoknak a reflektálása áll.
A Parmenidész és Empedoklész kozmológiája című műve, azt a filozófiatörténeti folyamatot mutatja be amelynek eredményeként a jelenkóri parmenidészi és empedoklészi tanításra vonatkozó közmegegyezés épül. Rekonstruálja a fennmaradt töredékeket, a fragmentumoknak újszerű, az arisztotelészi beállításra támaszkodó és máig érvényes közmegegyezéssel vitatkozó értelmezését nyújtva: Parmenidészt ontológiai monistának, Empedoklészt pedig pluralista természetfilozófusnak tekinti.
Tanulmánygyűjteményében a preszókratikusok tanításának pontos megismerésére és érdemi értelmezésére vonatkozó kételyének ad hangot, a preszókratikusokra vonatkozó ismereteinkben megnyilvánuló másodlagos toposzok kialakulását és működését állítva vizsgálódásainak centrumába. Aprólékos filológiai megalapozásra támaszkodó és eredeti meglátásokban gazdag kutatásainak szerves kiegészítője – az antik görög hagyomány egészére kiterjedő, középpontjába egy új Platón – összkiadás tervét állító – szövegkiadói és fordítói munkássága, illetve – az antik és a középkori filozófia kutatásában jeleskedő filozófiatörténész-iskola létrejöttét eredményező – tanári működése.
Szakterülete  mellett  kiemelt figyelmet szentel a magyar filozófiai élet fejlesztésére is. A magyar nyelvű filozófiai propedeutikák és kézikönyvek hiányát, illetve alacsony színvonalát látva bölcseleti szöveggyűjteményt állított össze,Bevezetés a filozófiába címmel, majd középiskolai filozófiatankönyvet készített Filozófia tankönyv a középiskolák számára, és filozófiai kislexikont is szerkesztett.
A Soros Alapítvány Alkotói Díj (2002) átadásakor a következőképpen jellemezte őt Török András:
"Ha Önök esetleg nem ismernék személyesen Steiger Kornélt, akit itt többek között ünnepelni összegyűltünk, s odaállnának az ajtóhoz, hogy megpróbálják eltalálni, melyikük Ő – nem lenne nehéz dolguk. Steiger Kornél a legfilozófusabb külsejű magyar filozófus. Ne tévesszen meg azonban senkit ez a szobatudósi, különc személyiséget sugalló külső: Steiger Kornél a magyar bölcsészélet egyik motorja, akit egyformán érdekel tudományágának régmúltja és jelene. Szűkebb szakterülete a preszókratikus filozófia, képletesen szólva a letört, elveszett orrok rekonstrukciója, ahol különös terepe nyílik a fantáziának, a „lehetett-volna-tán-így is volt" gondolatoknak, ahol minden leírt szót másolatok másolatának másolatából ismerünk, melynek speciális szótárai hemzsegnek az olyan szavaktól, amelyek egyetlenegyszer fordulnak elő, s fordításuk talányos feladat. Mely alkalmasint azonos értelmezésükkel.
Zenei hasonlattal élve: Steiger Kornél nem Claudio Monteverdi vagy Henry Purcell műveit boncolgatja, hanem Perotinus mester töredékei hozzák lázba. Mégis otthon van kortársunk, Luciano Berio, vagy Kurtág György muzsikájában is, mindent megtesz az ő népszerűsítésükért. Ő ugyanis a Filozófiai Szemle főszerkesztője, ami emberi ésszel felfoghatatlanul szerteágazó feladat, egy ilyen robbanásszerűen fejlődő tudományágban.
Steiger Kornél címere lehetne: zöld mezőben, a pajzs szélein Empedoklész és Parmenidész, háttal. A hasított középpajzson három doktorandusz, laptoppal. E pajzsot, a levegőben tartja páratlan számú szárnyas női angyal-alak, azon hölgyek ábrázolata, akik Steiger Kornél fantasztikus teljesítményeit jogi státusszal vagy anélkül, az idők folyamán előre mozdították."
Jelentős a fordítói tevékenysége is: több filozófiai művet fordított ógörög, angol és német nyelvből, magyar nyelvre.

## Fontosabb publikációk
- Sztoikus etikai antológia. Gondolat Kiadó, Budapest 1983.  ISBN 9632812549
- Parmenidész és Empedoklész töredékei. Parmenidész és Empedoklész kozmológiája. Gondolat, 1985, 170 old. (2. kiadás: Áron Kiadó, Budapest 1998., Parmenidész és Empedoklész kozmológiája címen.) ISBN 9638586400
- Bevezetés a filozófiába. Szöveggyűjtemény. Steiger Kornél (szerk.), Holnap Kiadó, Budapest 1992. ISBN 9633450918
- Delphoi jóslatok. Steiger Kornél (szerk.), Holnap Kiadó, Budapest 1992.  ISBN 9633450470
- A szofista filozófia. Steiger Kornél (szerk.) Szöveggyűjtemény. Atlantisz  Kiadó, Budapest 1993. ISBN 9637978089
- A cinikus és a megarai filozófia. (Görög gondolkodók, 3) Steiger Kornél (vál., ford., előszó, jegyzetek) Kossuth Kiadó, Budapest 1994. ISBN 9630937522
- Filozófia. Tankönyv a középiskolák számára. Holnap Kiadó, Budapest 1997. ISBN 9633461901
- A lappangó örökség. Fejezetek a preszókratikus filozófia antik hagyományozásának történetéből. Jószöveg Kiadó, Budapest 1999  ISBN 9639134090
- Tanulmányok az antik görög filozófiáról. Gondolat Kiadó, Budapest 2010. ISBN 9789636910822

## Kitüntetések
- Palládium díj
- Magyar Filozófiai Társaság Életműdíj 2021.[2]

## Festschrift
- Betegh Gábor, Bodnár István, Lautner Péter, Geréby György (szerk.): Töredékes hagyomány: Steiger Kornélnak, Akadémiai, Budapest 2007. ISBN 978-963-05-8444-9